# Frankenstein (1994)
Frankenstein of Mary Shelley's Frankenstein is een film uit 1994 van regisseur Kenneth Branagh. De hoofdrollen worden vertolkt door Robert De Niro en Kenneth Branagh zelf. De film is gebaseerd op de roman Frankenstein van schrijfster Mary Shelley, en geldt van alle verfilmingen die ooit van dit boek zijn gemaakt nog altijd als de film die het meest trouw blijft aan het oorspronkelijke verhaal. 
De film werd genomineerd voor elf filmprijzen, waaronder een Academy Award voor beste grime en een BAFTA Award voor beste productieontwerp.

## Verhaal
Het verhaal begint in 1774. Kapitein Walton onderneemt met zijn bemanning een gevaarlijke expeditie om als eerste de Noordpool te bereiken. Onderweg vinden ze een man die op eigen houtje over de ijzige vlaktes reist, en halen hem aan boord. De reiziger stelt zich voor als Victor Frankenstein, en wanneer hij ziet hoe geobsedeerd Walton is in het voltooien van zijn missie, vertelt hij de kapitein zijn levensverhaal:
Victor vertelt over hoe hij opgroeide in Genève als zoon van een rijke baron en diens echtgenote Caroline. Zijn ouders hadden ook een meisje genaamd Elizabeth geadopteerd, op wie Victor later in zijn leven verliefd werd. Carolina sterft echter tijdens de geboorte van Victors broer William, en Victor zweert uit verdriet een manier te zullen vinden om de dood te overwinnen. Hij gaat studeren in Ingolstadt onder toezicht van professor Waldman. Deze waarschuwt hem echter niet te ver te gaan in zijn onderzoek naar het scheppen van leven. Nadat Waldman tijdens een grootse vaccinatie van de bevolking gedood wordt door een kwade patiënt, neemt Victor zijn aantekeningen mee om zijn werk mee voort te zetten. In de maanden erop maakt hij zelf een mens van lichaamsdelen en organen die hij her en der verzamelt, zoals de hersenen van Waldman en het lichaam van een ter dood veroordeelde moordenaar. Op een avond beproeft hij zijn bevindingen en geeft zijn schepping leven, maar het resultaat is zo afschrikwekkend dat Victor zijn creatie meteen verjaagt. Het wezen vlucht de bossen in en houdt zich daar maandenlang verborgen. Hij leert spreken door een boerenfamilie te observeren en probeert hun vertrouwen te winnen, maar iedereen vreest hem vanwege zijn uiterlijk. 
Victor is ondertussen teruggekeerd naar Genève om met Elizabeth te trouwen, maar eenmaal daar blijkt William vermoord te zijn. Een dienstmeid van de familie, Justine Moritz, wordt van de moord beschuldigd en ter dood veroordeeld. Victor ontdekt echter dat zijn schepping de ware moordenaar is wanneer het wezen hem die nacht opzoekt. Het wezen houdt Victor verantwoordelijk voor zijn ellende en stelt hem een ultimatum: Victor moet een vrouw voor hem maken. Als hij hiermee instemt zal het wezen zich met haar terugtrekken op een afgelegen plek, maar als hij weigert zal het wezen zijn wraakactie voortzetten. Victor stemt noodgedwongen toe, maar komt later terug op zijn besluit. Hij neemt vervolgens een hoop voorzorgsmaatregelen om zichzelf en zijn familie tegen het wezen te beschermen, maar het mag niet baten want het wezen dringt tijdens de huwelijksnacht van Victor en Elizabeth de slaapkamer binnen en vermoordt Elizabeth. In een wanhoopspoging haar terug te krijgen maakt Victor de bijna voltooide vrouw voor het wezen toch af met Elizabeths hoofd, en brengt haar tot leven. Vervolgens proberen zowel Victor als het wezen haar voor zich te winnen, maar Elizabeth realiseert wat voor monster ze geworden is en pleegt zelfmoord door zichzelf en het huis in brand te steken.
Victor besluit zijn verhaal aan Walton met de mededeling dat hij sinds die fatale nacht al maanden op het wezen jaagt, zonder succes. Kort daarna sterft hij aan de ontberingen die hij geleden heeft. Kort na zijn dood komt het wezen zelf aan boord van het schip. De bemanning en het wezen besluiten Victor een crematie te geven, waarbij het wezen tevens zichzelf verbrandt. Walton realiseert zich nu waar obsessies toe kunnen leiden en keert met zijn bemanning huiswaarts.

## Rolverdeling
| Acteur               | Personage             |
| -------------------- | --------------------- |
| Robert De Niro       | The Creature          |
| Kenneth Branagh      | Victor Frankenstein   |
| Tom Hulce            | Henry Clerval         |
| Helena Bonham Carter | Elizabeth             |
| Ian Holm             | Baron Frankenstein    |
| John Cleese          | Professor Waldman     |
| Aidan Quinn          | Captain Robert Walton |
| Richard Briers       | Grootvader            |
| Robert Hardy         | Professor Krempe      |

## Achtergrond
Oorspronkelijk wilde Francis Ford Coppola de film regisseren. Hij had eerder al Dracula (1992) gefilmd en vond dat deze film niet mocht ontbreken. Uiteindelijk werd Coppola producer van de film en liet hij het regisseren over aan Branagh, met wie hij tijdens de opnames voortdurend ruzie had. Achteraf zei Coppola dat hij niets meer met de film te maken wilde hebben. Branagh wilde met de film ingaan tegen het beeld dat in de massacultuur van Frankenstein ontstaan was als gevolg van eerdere films. De eenzaamheid en verstoting van het monster, hoe het zijn maker verwijt dat deze zich nooit heeft afgevraagd hoe het zou zijn, het leven van de nieuwe mens zijn sterk aanwezig in de film. 
Branagh was tijdens het maken van de film getrouwd met actrice Emma Thompson. Hij wilde zijn echtgenote voor de rol van Elizabeth, maar Thompson had al besloten om mee te spelen in de film Carrington (1995). Andere actrices, waaronder Kate Winslet, deden auditie. De rol ging uiteindelijk naar Helena Bonham Carter. Tijdens de opnames werd Branagh verliefd op Bonham Carter. Op 1 oktober 1995 zijn Thompson en Branagh gescheiden. De relatie tussen Bonham Carter en Branagh duurde tot 1999. 
Robert De Niro bestudeerde mensen met spraakproblemen om zich voor te bereiden op zijn rol. Andere acteurs die aanmerking kwamen voor de rol van het wezen waren Gérard Depardieu en Andy García. Er werd ook even gedacht aan Sean Connery voor de rol van professor Waldman.
Reacties op de film waren gemengd. Op Rotten Tomatoes krijgt de film van 44% van de recensenten een positieve beoordeling. Roger Ebert gaf de film 2,5 sterren (op een schaal van 4) en prees De Niro’s rol als het wezen, maar vond de rest van de film matig. In de Verenigde Staten was de film ook financieel een tegenvaller. De totale opbrengst daar kwam uit op 22 miljoen dollar. Internationaal deed de film het beter, met een opbrengst van 90 miljoen dollar.  

## Nominaties
| Prijs                      | Categorie                  | Genomineerden                              | Resultaat   |
| -------------------------- | -------------------------- | ------------------------------------------ | ----------- |
| Academy Awards             | Beste make-up              | Daniel Parker, Paul Engelen, Carol Hemming | Genomineerd |
| British Academy Film Award | Beste productieontwerp     | Tim Harvey                                 | Genomineerd |
| Saturn Awards              | Beste Horror/Thriller Film | Beste Horror/Thriller Film                 | Genomineerd |
| Saturn Awards              | Beste acteur               | Kenneth Branagh                            | Genomineerd |
| Saturn Awards              | Beste actrice              | Helena Bonham Carter                       | Genomineerd |
| Saturn Awards              | Beste make-up              | Daniel Parker, Paul Engelen                | Genomineerd |
| Saturn Awards              | Beste muziek               | Patrick Doyle                              | Genomineerd |
| Saturn Awards              | Beste mannelijke bijrol    | Robert De Niro                             | Genomineerd |
| Saturn Awards              | Beste scenario             | Steph Lady, Frank Darabont                 | Genomineerd |